# 2002 AA29
2002 AA29 (também escrito como 2002 AA29) é um pequeno asteroide próximo da Terra, que foi descoberto em 9 de janeiro de 2002. O diâmetro do asteroide é de apenas cerca de 50 a 110 metros.

## Descoberta
2002 AA29 foi descoberto no dia 9 de janeiro de 2002, pelo Lincoln Near-Earth Asteroid Research (LINEAR).

## Características orbitais
A órbita de 2002 AA29 tem uma excentricidade de 0,012 e possui um semieixo maior de 1,000 UA. O seu periélio leva o mesmo a uma distância de 0,988 UA em relação ao Sol e seu afélio a 1,012 UA.
Ele gira em torno do Sol em uma órbita quase circular muito semelhante à da Terra. Ele passa a maior parte de seu período orbital dentro da órbita da Terra, que cruza perto do ponto mais distante do asteroide e relação ao Sol, o afélio. Devido a essa órbita, esse asteroide é classificada como do tipo Aton, em homenagem ao asteroide 2062 Aton.
Uma outra característica é que seu período orbital médio em torno do Sol é exatamente um ano sideral. Isso significa que ele está bloqueado em uma ressonância com a Terra, uma vez que tal órbita só é estável sob condições específicas. Até agora apenas alguns asteroides deste tipo são conhecidos, preso em uma ressonância de 1:1 com a Terra. O primeiro foi 3753 Cruithne, descoberto em 1986.
Asteroides que têm uma ressonância orbital de 1:1 com um planeta também são chamados de objetos coorbital, porque seguem a órbita do planeta. Os asteroides coorbitais mais numerosos conhecidos são os chamados troianos, que ocupam os relevantes pontos de Lagrange L4 e L5 do planeta. No entanto, 2002 AA29 não pertence a estes. Em vez disso, segue uma chamada órbita ferradura ao longo do caminho da Terra.